# Wojciech Załuski

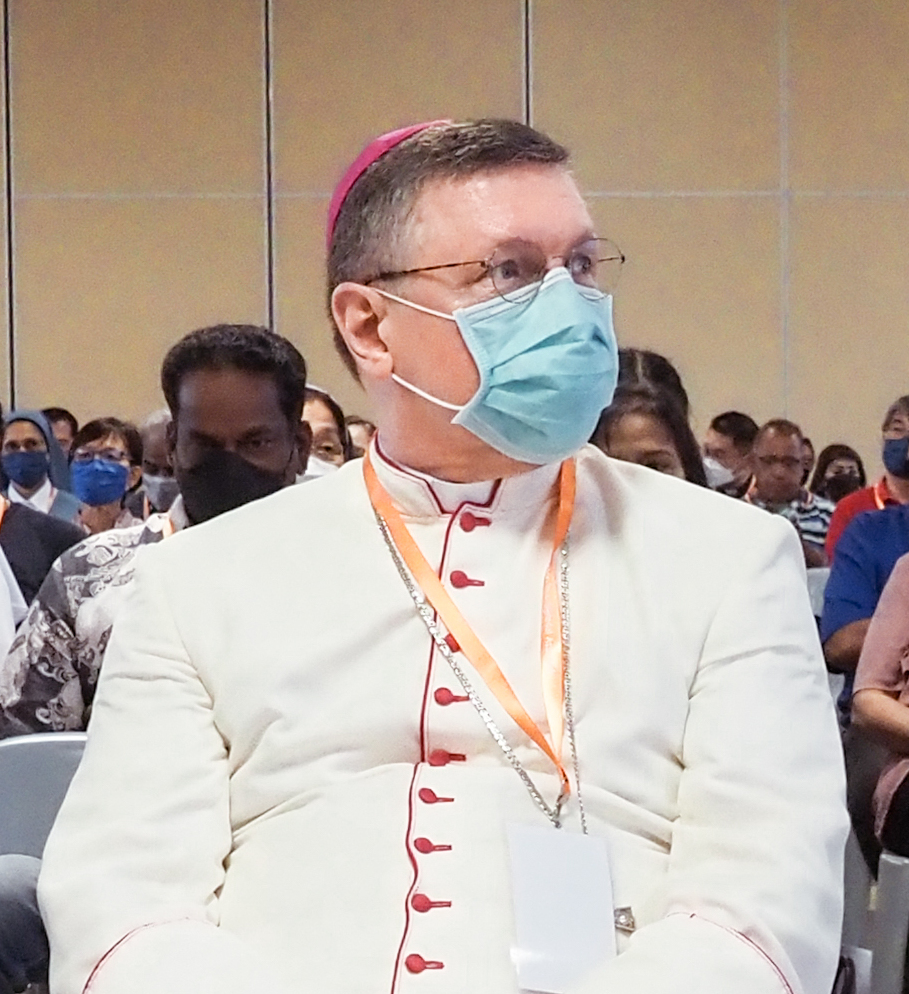
Wojciech Załuski

Wojciech Załuski (* 5. April 1960 in Załuski, Polen) ist ein römisch-katholischer Erzbischof und Diplomat des Heiligen Stuhls.

## Leben
Wojciech Załuski empfing am 1. Juni 1985 das Sakrament der Priesterweihe.
Am 15. Juli 2014 ernannte ihn Papst Franziskus zum Titularerzbischof von Diocletiana und bestellte ihn zum Apostolischen Nuntius in Burundi. Die Bischofsweihe spendete ihm Kardinalstaatssekretär Pietro Parolin am 9. August desselben Jahres. Mitkonsekratoren waren der Bischof von Łomża, Janusz Stepnowski, und der Apostolische Nuntius in Kasachstan, Erzbischof Miguel Maury Buendía.
Am 29. September 2020 ernannte ihn Papst Franziskus zum Apostolischen Nuntius in Malaysia und Osttimor sowie zum Apostolischen Delegaten in Brunei Darussalam. Die Akkreditierung erfolgte aufgrund der Corona-Pandemie erst am 29. April 2022 über eine Videokonferenz.